# Chaetosiphon hottesi
Chaetosiphon hottesi är en insektsart som beskrevs av Stroyan 1970. Chaetosiphon hottesi ingår i släktet Chaetosiphon och familjen långrörsbladlöss. Inga underarter finns listade i Catalogue of Life.